# Маковецьке
Макове́цьке —  село в Україні, Таращанської міської громади Білоцерківського району Київської області. Населення становить 8 осіб (2001). На 2015 рік постійного населення немає.

## Історія
Засноване наприкінці ХІХ ст. на землях, що належали графу Владиславу Йосифовичу Млодецькому (або Маковецькому, від прізвища власника виводять назву поселення) (вперше згадане 1900 року). На хуторі числилося 247 десятин землі, належних Млодецькому, винаймав хутір Костянтин Казиимирович Лукашевич.
1900 року у хуторі Маковецьке Ківшоватської волості Таращанського повіту Київської губернії, було 22 двори, мешкало 86 осіб, що займалися здебільшого хліборобством.
| Україна | Це незавершена стаття з географії України. Ви можете допомогти проєкту, виправивши або дописавши її. |